# Bernhard Fritz (Ingenieur)
Bernhard Fritz (* 7. März 1907 in Mannheim; † 16. August 1980 in Karlsruhe)  war ein deutscher Bauingenieur.

## Biografie
Bernhard Fritz ging in Villingen und Karlsruhe zur Schule und studierte 1925 bis 1929 Bauingenieurwesen an der TH Karlsruhe. Danach war er Assistent am Lehrstuhl für Brückenbau und Baustatik bei Ernst Gaber, bei dem er 1933 promovierte (Theorie und Berechnung vollwandiger Bogenträger bei Berücksichtigung des Einflusses der Systemverformung). Ab 1933 war er Tragwerksplaner und Statiker bei der Dortmunder Union  Brückenbau AG. 1936 war er wieder an der TH Karlsruhe, habilitierte sich 1937 (Zusätzliche Spannungen in Fahrbahnrosten), war Dozent für Baustatik und Brückenbau und 1939 außerordentlicher und 1953 ordentlicher Professor für Baustatik. 1960 gründete er das Institut für Baustatik und Meßtechnik, das er bis zu seiner Emeritierung 1973 leitete.
Mit der Realisierung von Betonbogenbrücken großer Spannweite in den 1930er Jahren musste auch deren Berechnung überdacht werden. Fritz gelang in seiner Dissertation eine Synthese zwischen der elastischen Bogentheorie und der Theorie 2. Ordnung, die er auch durch Versuche überprüfte.
Er entwickelte vereinfachte Berechnungsmethoden für Verbundträgerbrücken, untersuchte die Reibungsverluste beim nachträglichen Vorspannen mit langen Spanngliedern (Fritz beobachtete messtechnisch bei einer weitgespannten Brücke in der Alb einen Absetzeffekt oder Nachlaßeffekt und ging dem in Versuchen und theoretisch nach) und Vorspannung bei weitgespannten Stahlrohrkonstruktionen. In seinem Institut entwickelte er Messtechniken für Bauwerke und übernahm Aufträge für Versuche und Prüfungen an Spannbetonbrücken und Verbundbrücken, Staudämmen und Kernkraftwerken (zum Beispiel Prüfung Rheinbrücke Speyer, Jungbuschbrücke Mannheim, Kernforschungsreaktor Karlsruhe).
Er war mit Eva Lindner verheiratet und hatte mit ihr einen Sohn. In seiner Freizeit spielte er Violine und er war 1967 einer der Gründer des Collegium Musicum des TH Karlsruhe und dessen erster Konzertmeister.

## Schriften
- Theorie und Berechnung vollwandiger Bogentrager bei Berücksichtigung des Einflusses der Systemverformung., Springer 1934
- Berechnung von Kreisgewölben – Gebrauchsfertige Tabellen zur statischen Berechnung von Gewölben mit kreisbogenförmiger Achse, Berlin 1940
- Vereinfachtes Berechnungsverfahren für Stahlträger mit einer Betondruckplatte bei Berücksichtigung des Kriechens und Schwindens, Bautechnik, Band 27, 1950, Nr. 2, S. 37–42
- Vorschläge für die Berechnung durchlaufender Träger in Verbund-Bauweise. A. Verbund-Vollwandtrager. B. Verbund-Fachwerkträger, Bauingenieur, Band 25, Nr. 6, 1950, S.  271–277.
- Der Lehrstuhl für Baustatik und Technische Mechanik, in: Friedrich Raab (Hrsg.): Die technische Hochschule Fridericiana Karlsruhe – Festschrift zur 125-Jahrfeier, Karlsruhe 1950, S. 219
- Verbundträger – Berechnungsverfahren für die Brückenbaupraxis, Berlin: Springer 1961.